# WISE J224607.57-052635.0
WISE J224607.57-052635.0 — экстремально яркая инфракрасная галактика (англ. ELIRG), которую по состоянию на 2015 год считали галактикой с наибольшей светимостью. Светимость данной галактики в 349×1012 раз превышает солнечную. Излучение создаётся квазаром, масса которого составляет 10 млрд масс Солнца. Испускаемое в окрестностях сверхмассивной чёрной дыры квазара излучение преобразуется в инфракрасное излучение космической пылью. Данная галактика создаёт в 10 тысяч раз больше энергии, чем Млечный Путь, хотя по размерам она меньше Млечного Пути. Расстояние до WISE J224607.57-052635.0 составляет 12,5 млрд световых лет. Галактика была открыта при наблюдениях на телескопе WISE.